# Elecciones generales de las Islas Salomón de 2024
El 17 de abril de 2024 se realizaron elecciones generales en las Islas Salomón para elegir la composición del duodécimo Parlamento Nacional. 
Inicialmente previstas para 2023, el Parlamento votó en 2022 a favor de retrasar las elecciones. El Primer Ministro, Manasseh Sogavare, declaró que el país no podía permitirse celebrar unas elecciones el mismo año en que las Islas Salomón organizaban los Juegos del Pacífico. La oposición condenó el retraso y acusó a Sogavare de usurpación de poder.
Una cuestión importante era la relación entre el país y China. Sin embargo, las cuestiones internas fueron importantes para muchos votantes, entre ellas el coste de la vida, la deuda nacional y la escasez de medicinas. Ocho partidos y diez independientes obtuvieron escaños. El partido del Primer Ministro Sogavare, el OUR Party, obtuvo el mayor número de escaños, 15, pero no logró la mayoría. El bloque opositor Coalición por la Responsabilidad, la Reforma y el Empoderamiento (CARE), formado por el Partido Democrático, la Alianza Democrática y Umi por el Cambio, obtuvo 13 escaños. Otro partido de la oposición, el Partido Unido (UP), obtuvo seis escaños.
Tras la elección, el Partido OUR estableció la Coalición de Unidad y Transformación Nacional con los partidos Kadere y Pueblo Primero. El 29 de abril, Sogavare anunció que no volvería a presentarse a Primer Ministro en las elecciones del 2 de mayo. La coalición designó en su lugar al ex ministro de Asuntos Exteriores Jeremiah Manele, mientras que CARE, el Partido Unido y el Partido para el Progreso Rural de las Islas Salomón (SIPRA) nombraron a Matthew Wale. Manele derrotó a Wale, con el apoyo de la mayoría de los independientes. 

## Antecedentes
Las elecciones anteriores, realizadas en 2019, tuvieron lugar tras las enmiendas a la ley electoral en 2018, que introdujeron métodos adicionales para prevenir el fraude electoral, incluidos códigos más estrictos para los candidatos y votantes que participaron en sobornos y la implementación de un apagón de campaña el día antes de las elecciones para disuadir la compra de votos.Sin embargo, el mayor presupuesto de campaña pasó de 50.000 a 150.000 dólares. 
Ninguno de los partidos obtuvo la mayoría. De los ocho partidos que obtuvieron escaños, el Demócrata y el Kadere fueron los más numerosos; ambos obtuvieron ocho escaños. Los independientes obtuvieron los demás.
Se formaron dos bloques para dominar el gobierno. Manasseh Sogavare, que había ocupado el cargo de Primer Ministro durante tres mandatos no consecutivos, dos de los cuales acabaron en mociones de censura, volvió a crear su Partido Apropiación, Unidad y Responsabilidad (OUR) poco después de las elecciones. El Partido OUR, junto con Kadere, People First y la Alianza Democrática, formaron el bloque de la Coalición Democrática para un Gobierno de Progreso (DCGA), que nominó a Sogavare. Además, el Partido Unido de las Islas Salomón, el Partido Democrático de las Islas Salomón y el Partido Democrático Unido formaron la Gran Coalición; Matthew Wale fue el candidato de la Gran Coalición.Wale impugnó ante los tribunales la admisibilidad de Sogavare como Primer Ministro, alegando que no era elegible, ya que registró su partido después de las elecciones, infringiendo la ley electoral.El Tribunal Supremo suspendió la votación del Parlamento sobre la elección del Primer Ministro poco antes de que tuviera lugar el 24 de abril, tras emitir una orden judicial.Sin embargo, citando la Constitución, el Gobernador General Frank Kabui ordenó que se procediera a la votación.En respuesta, Wale y la Gran Coalición boicotearon la votación, mientras que lo demás de los miembros eligieron a Sogavare primer ministro.Wale se convirtió en líder de la oposiciónEl regreso de Sogavare como primer ministro provocó disturbios en Honiara, derivados de la frustración pública por la falta de participación ciudadana en la formación del Gobierno El Tribunal Superior desestimó posteriormente la causa contra la elegibilidad de Sogavare para presentarse como primer ministro. El Partido OUR vio cómo numerosos diputados se unían tras las elecciones y, en noviembre de 2019, el partido había alcanzado una cómoda mayoría de 32 escaños.

### Agitación social de 2021
En el noviembre de 2021, protestas estallaron en Honiara cerca de Parlamento. El gobierno de Sogavare retiró su reconocimiento de Taiwan en 2019 y estableciaron relaciones diplomáticos con China. El cambio se condenó por la oposición y el gobierno provincial de Malaita, que mantenía relaciones de facto con Taipei, lo que aumentó las tensiones entre Sogavare y el primer ministro de Malaita, Daniel Suidani. Muchos de los manifestantes procedían de las provincia de Malaita y exigían la dimisión de Sogavare por su decisión de estrechar lazos con Beijing, además de otros factores, incluso las acusaciones de que el gobierno central ignoraba a la población en cuestiones como las infraestructuras. Cuando Sogavare no se dirigió a ellos, estellaron los disturbios. La policía intentó dispersarlos disparando gas lacrimógeno mientras el gobierno imponía un bloqueo de 36 horas en la capital.Los manifestantes desafiaron el toque de queda y tomaron el barrio chino de Honiara. Varios comercios y una comisaría de policía fueron incendiados, con el resultado de tres muertos. Una vez que cesaron los disturbios, militares y policía de Australia, Fiyi, Nueva Zelanda, y Papua Nueva Guinea se desplegaron para restaurar el orden. Líder de la oposición Matthew Wale, le pidió a Sogavare que dimitiera y declaró que firmaría una moción de censura si se negó. Sogavare rechazó las peticiones de dimisión y culpó a la influencia de un poder extranjero desconocido para los disturbios. Posteriormente, Wale presentó una moción de censura, que el Parlamento votó en diciembre de 2021. Durante el debate, Sogavare afirmó que «estos agentes de Taiwán han mentido al inocente pueblo de Malaita» y calificó los disturbios de «intento de golpe ilegal». Sogavare sobrevivió a la moción de censura con el voto a favor de 32 diputados que le mantuvieron en el cargo.

### Pacto de seguridad con China
En marzo de 2022, el gobierno de la DCGA firmó un pacto de seguridad con China, que permite a las Islas Salomón solicitar el despliegue de personal militar chino para ayudar a la Real Fuerza de Policía de las Islas Salomón a restablecer el orden en caso de que se produzca un incidente similar a las protestas y disturbios de 2021. En tal caso, el personal chino también protegería a las empresas, los nacionales y los diplomáticos de China. No se hicieron públicos todos los detalles del pacto. Supuestamente, como parte de su política exterior de «amigos de todos, enemigos de ninguno», el primer ministro Sogavare creía que el pacto beneficiaría a las Islas Salomón al proporcionar al país más estabilidad, lo que atraería a más inversores y se traduciría en un mayor desarrollo. La oposición condenó el acuerdo, alegando que proporcionaría más influencia china que socavaría la democracia de las Islas Salomón. Se comprometieron a derogarlo si desalojaban al gobierno de la DCGA en las elecciones. Dos grupos, Transparencia Islas Salomón y el Consejo de Mujeres de las Islas Salomón, afirmaron que el pacto no representaría los intereses del público, que cedería de hecho la soberanía del país a China y condenaron su supuesta falta de consulta holística con los salomonenses. Australia, Fiyi, Japón, los Estados Federados de Micronesia, Nueva Zelanda y Estados Unidos expresaron su preocupación por el pacto. Estos países, junto con otros de la región, también temían que el acuerdo permitiera a China establecer una base militar.

## Resultados
El 24 de abril, el presidente de la Comisión Electoral de las Islas Salomón (SIEC), Teasi Sanga, oficialmente declaró que las elecciones habían terminado. Los resultados definitivos publicados mostraron que ningún partido obtuvo la mayoría en el Parlamento, lo que dio lugar a negociaciones para formar una coalición de gobierno. El partido OUR del Primer Ministro Sogavare obtuvo una pluralidad de 15 de los 50 escaños de la cámara.Sin embargo, 18 de los diputados en ejercicio del partido perdieron sus escaños, incluso Ministro de Policía Anthony Veke, y no recién llegados del partido se habían elegido.La Coalición CARE obtuvo 13 escaños, y el Partido Unido obtuvo 6 (incluso un miembro elegido como independiente que se unió el partido tras las elecciones, aumentando el número de escaños a 7).El resto de escaños se obtuvieron por pequeños partidos e independientes. El propio Sogavare fue reelegido por un estrecho margen en su escaño de Choiseul Estey afirmó que los Estados Unidos le habían intentado usurparlo.Tres mujeres fueron elegidos; una, Freda Soria Comua, era titular, mientras las otras dos eran nuevas.
Treinta y nueve papeletas preelectorales de tres distritos electorales en la Provincia de Isabel supuestamente no fueron contados.El Jefe de la Oficina Electoral, Jasper Highwood Anisi, dijo que se llevaría a cabo una revisión de las elecciones.